# Čermákova naučná stezka
Čermákova naučná stezka, nazývaná také jen Čermákova stezka, je naučná stezka či cyklostezka na území vesnic Kružberk, Svatoňovice a Staré Těchanovice v okrese Opava v Moravskoslezském kraji. Nachází se také u vodní nádrže Kružberk na řece Moravice v pohoří Vítkovská vrchovina v Horním Slezsku.

## Historie a popis
Čermákova naučná stezka byla otevřena 5. října 2013, má délku cca 5,2 km a vede podél obou břehů řeky Moravice, údolím Moravice a také podél kostela svatého Petra a Pavla z první poloviny 14. století, cvičných skal, po přehradní hrázi vodní nádrže Kružberk a kolem Davidova mlýna s možností občerstvení. Je pojmenovaná po Ing. Dr. tech. Janu Čermákovi (1903–1988) - staviteli vodní nádrže Kružberk a dalších významných vodních děl v Česku. Stezka je zaměřena na místní přírodu, historii, techniku, mlynářství a kulturu oblasti včetně osoby Jana Čermáka a dalších osob. Nachází se na ní 8 zastavení s informačními tabulemi.

## Další informace
Stezka je celoročně volně přístupná a navazuje na další turistické a cyklistické trasy. Zřizovatelem stezky je občanské sdružení Za rozvoj Kružberka.

## Galerie

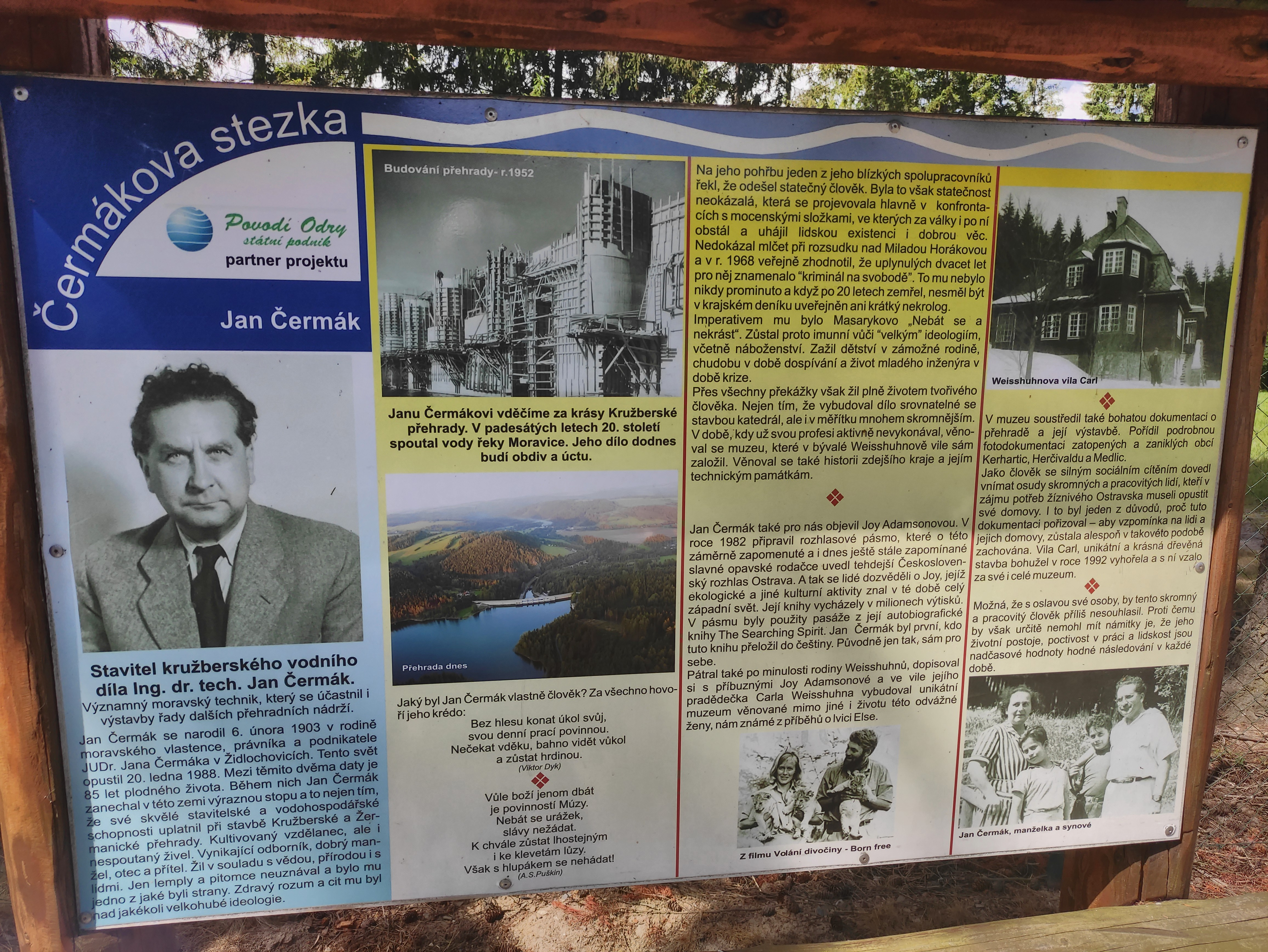
Jan Čermák - Informační panel
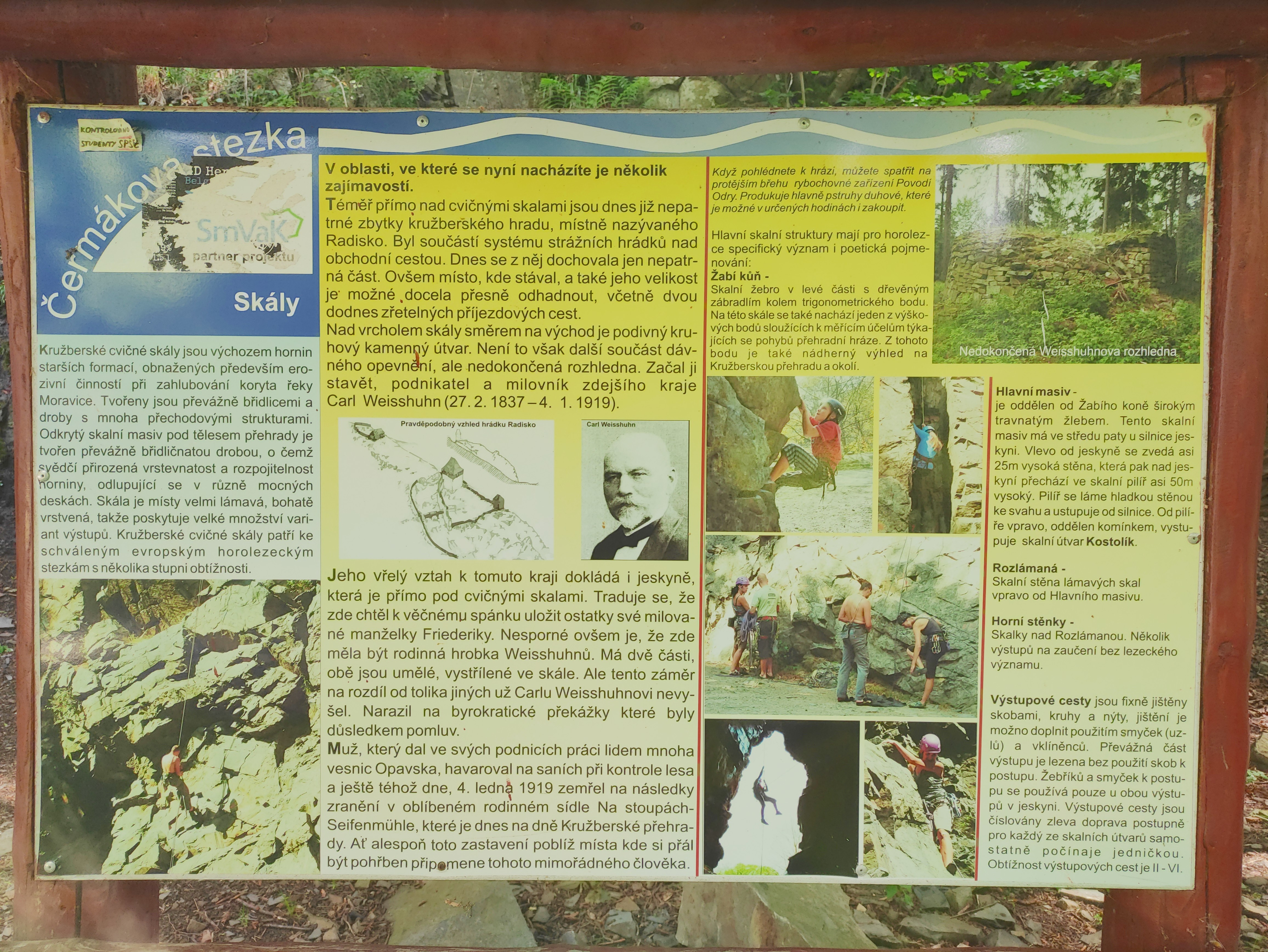
Skály
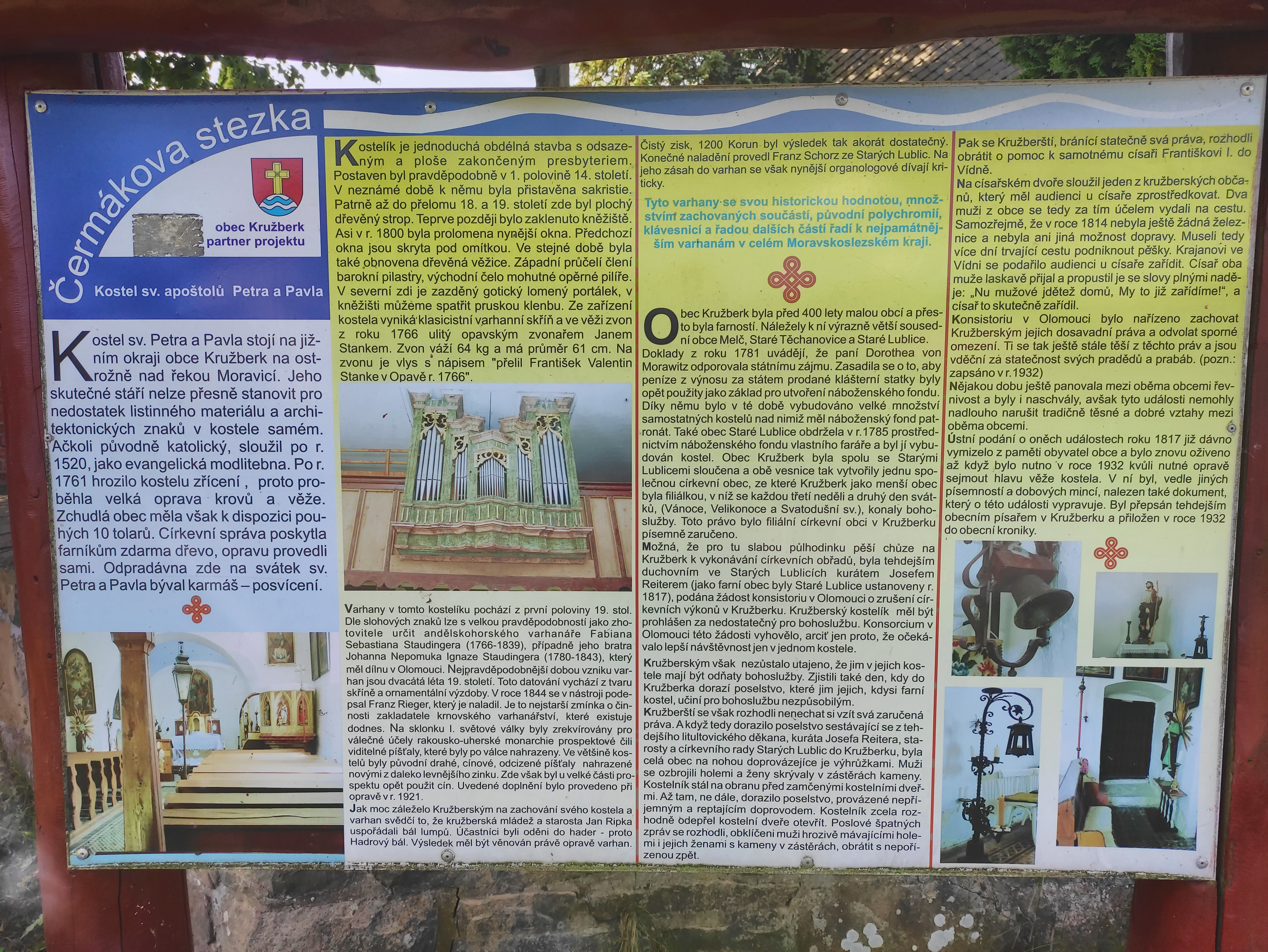
Kostel sv. apoštolů Petra a Pavla
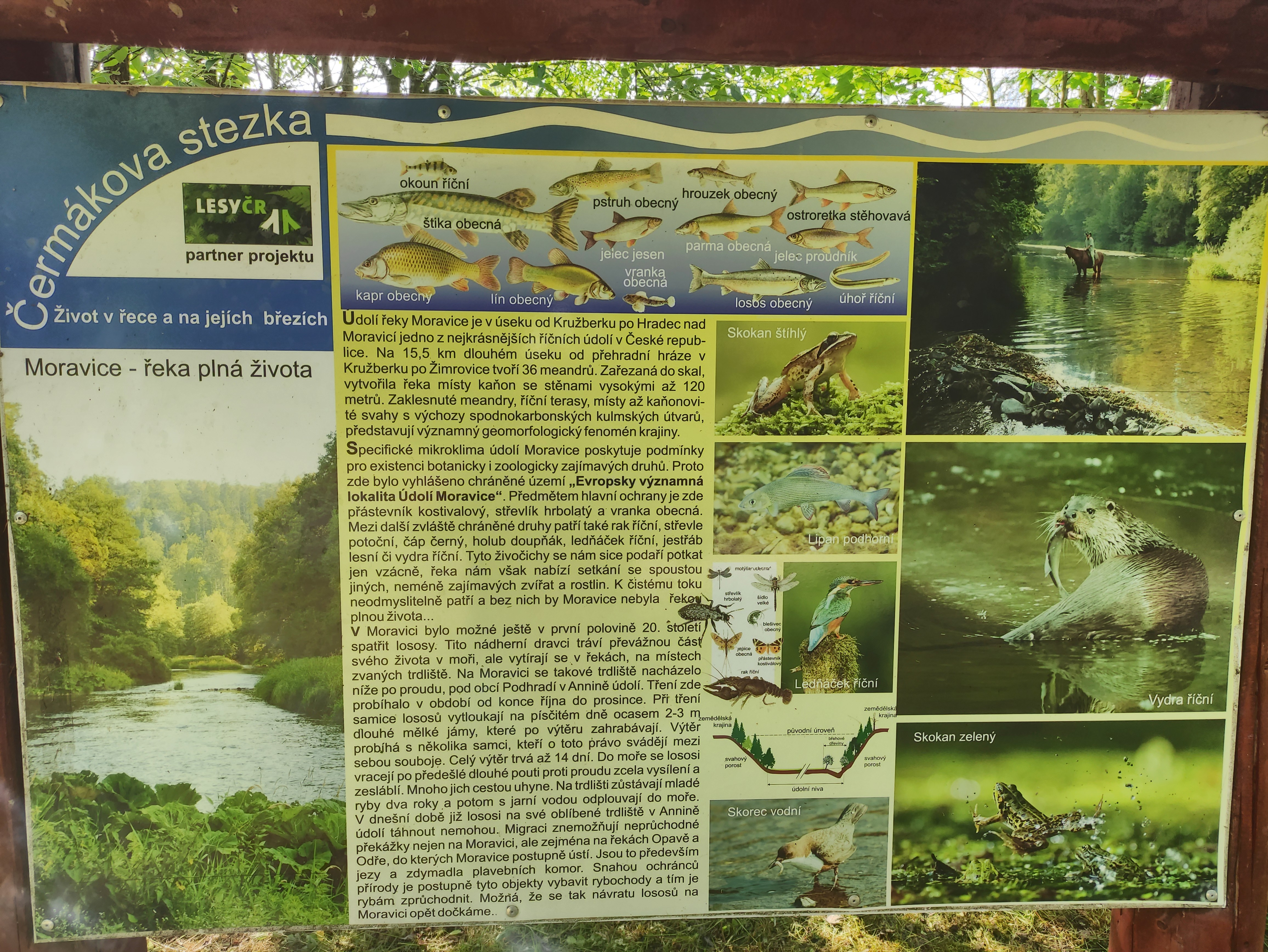
Příroda
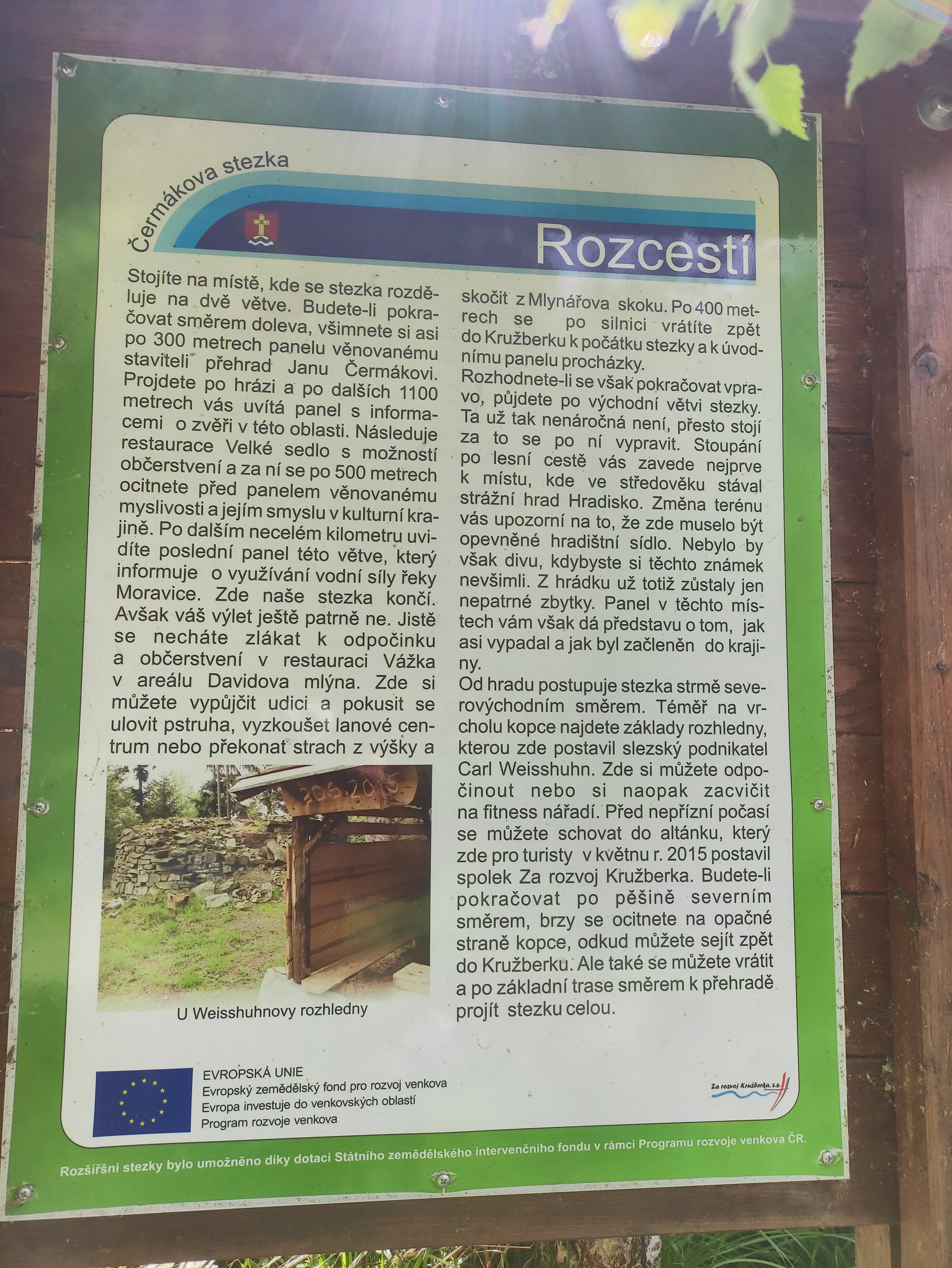
Rozcestí